# Marchtrenk
Marchtrenk è un comune austriaco di 12 954 abitanti nel distretto di Wels-Land, in Alta Austria; ha lo status di città (Stadtgemeinde).
Durante la prima guerra mondiale fu sede di un campo di prigionia dove furtono internati oltre 25.000 tra militari e civili prevalentemente italiani.